# Dariusz Dąbski
Dariusz Edmund Dąbski (ur. 17 lutego 1964) – polski przedsiębiorca, właściciel i prezes Telewizji Puls.

## Życiorys
Urodził się 17 lutego 1964 r. Absolwent AWF w Warszawie. W stanie wojennym wyjechał do USA jako członek reprezentacji Polski w judo. Skończył tam college i studia MBA, by opłacić naukę został modelem. Pracował w światowej agencji modeli ELITE m.in. dla Calvina Kleina. Kończąc karierę w modelingu, podjął pracę w BMW North America. Zajmował się handlem samochodami i był szefem sieci klubów fitness Executive Fitness Centers. Kolejne doświadczenia zawodowe zdobywał  w firmie komputerowej St. Louis Leasing International (holding Vera Lease). Firmę tę wprowadził na polski rynek i był jej prezesem.
W 1991 r. wrócił do Polski i utworzył firmy zajmujące się sprzedażą sprzętu komputerowego, gier i zabawek, czyli American Computer and Games (ACG) która była największym dystrybutorem IBM w regionie Europy Środkowo-Wschodniej,  współpracował też m.in. z Microsoft i Lexmark i Entertainment Systems Poland przedstawicielem produktów marki Nintendo oraz Disney. W 1997 r. sprzedał firmę i został wiceprezesem polskiego oddziału Netii, po czym w 1999 r. nawiązał współpracę z Romanem Kluską. Został wiceprezesem ds. sprzedaży i marketingu w kierowanym przez Kluskę Optimusie W 2000 roku otrzymał nominację na stanowisko prezesa. W ramach holdingu Dąbski pełnił też funkcję Przewodniczącego Rady Nadzorczej m.in. Onet.pl i Optimus Lockheed Martin. W 2002 r. przesłuchiwany jako świadek w związku z aferą Optimusa. Wtedy też założył swoją firmę doradczą Universal Consulting.
W 2002 r. został prezesem firmy TDC Internet gdzie był odpowiedzialny m.in. za połączenie 6 firm internetowych. Otrzymał za to branżową nagrodę Złotej Anteny. W marcu 2004 r. objął stanowisko prezesa polskiego oddziału Fujitsu Siemens Computers. Na początku 2006 r. został przewodniczącym rady nadzorczej PKN Orlen.  Po zakupieniu przez  PKN Orlen Rafinerii Możejki Nafta rezygnuje ze stanowiska. 
W  styczniu 2006 roku otrzymał nominację na Prezesa Centrum Jana Pawła II w Krakowie, mającego na celu zebranie środków i wybudowanie Centrum, służącego zachowaniu dorobku polskiego Papieża.
Od 2006 r. związany z TV Puls, gdzie w ramach prowadzonej  działalności consultingowej  pomagał jej ówczesnym właścicielom w znalezieniu inwestora. W tym samym roku Dąbski został partnerem News Corporation, z którym nawiązał współpracę i który zainwestował w Telewizję Puls. Po wybuchu kryzysu finansowego amerykański koncern wycofał się z inwestycji w regionie Europy Środkowo-Wschodniej. Dąbski nie chcąc likwidacji stacji objął kierownictwo w firmie. Wynajętemu Deutsche Bank nie udało się znaleźć inwestora, więc  październiku 2009 r. zakupił 75% akcji stacji, a rok później został jej jedynym właścicielem. Po objęciu stanowiska prezesa stacji przeprowadził głęboką restrukturyzację Telewizji Puls, zmienił strategię programową, wprowadził Telewizję Puls do multipleksu cyfrowego, otworzył nowy ogólnopolski kanał o tematyce uniwersalnej - PULS 2, zwiększył oglądalność nadawanych przez stację kanałów z 0,4 proc. w 2006 roku do 6,8 proc. w marcu 2024 roku (BSHR, all 16-59). 
Jego żoną jest prezeska Fundacji TV Puls „Pod Dębem” Erin Dąbska.

## Nagrody
Otrzymał branżową nagrodę „Złota Antena" przyznawaną w branży telekomunikacyjnej i medialnej. W latach 2013, 2014 i 2015 nadawany przez Telewizję Puls kanał TV Puls otrzymał 3 Telekamery (kolejno w kategoriach: „kanał lifestylowy”, za „ogromny wzrost oglądalności i dołączenie do piątki największych kanałów telewizyjnych w Polsce” oraz dla „najbardziej rodzinnego kanału telewizyjnego na rynku”), a w 2016 – najważniejszą w branży Złotą Telekamerę za wybitne osiągnięcia telewizyjne. Dziś Telewizja Puls jest trzecią co do wielkości stacją komercyjną w Polsce oraz plasuje się w TOP 10 marek  w Polsce.
W 2019 roku podczas 46. Międzynarodowej Konferencji i Wystawy PIKE  otrzymał nagrodę „Tytanowego Oka". Wyróżnienie zostało przyznane za wprowadzenie Telewizji Puls do naziemnej telewizji cyfrowej i  dynamiczny wzrost oglądalności.